# Johnson (cràter)
Johnson és un cràter d'impacte en el planeta Venus de 24,5 km de diàmetre. Porta el nom d'Amy Johnson (1903-1941), aviadora australiana, i el seu nom va ser aprovat per la Unió Astronòmica Internacional el 1994.